# Nordic Airways

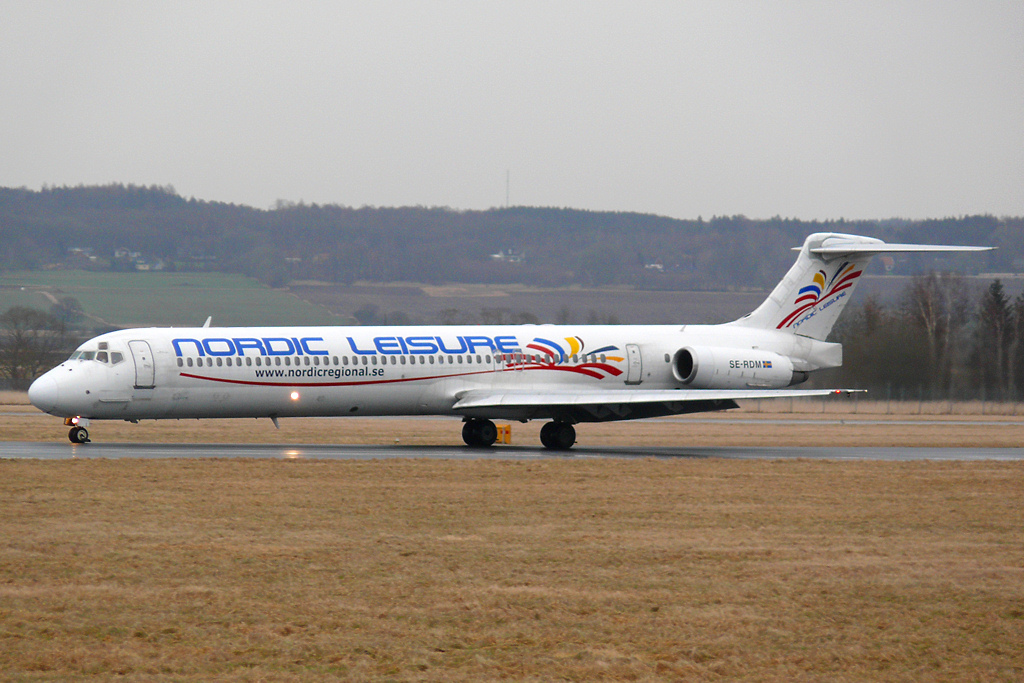
Ett av bolagets MD-80.

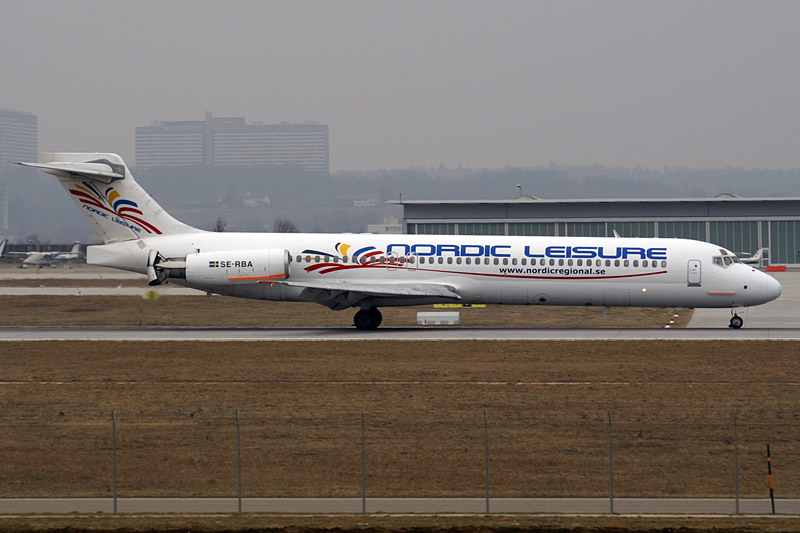
Nordic Leisures MD-87.

Nordic Airways mer känt som Nordic Leisure var ett privatägt svenskt flygbolag. Företaget bildades 2004 och flög charter och adhoc.
I januari 2009 förlorade bolaget sin operativa licens på grund av ekonomiska svårigheter. Bolaget fick 2009-06-22 tillbaka sitt operativa tillstånd men förlorade det på nytt 2009-10-22. 